# 上條勉
上條 勉（かみじょう つとむ、1905年7月20日 - 1983年5月7日）は、日本の航空機技術者。三菱重工業名古屋航空機製作所（現・三菱重工業名古屋航空宇宙システム製作所）機体部設計課技師、技術部設計課技師を経て、新三菱重工業名古屋航空機製作所小牧工場初代工場長、同名古屋航空機製作所副所長を歴任。クリスチャン。

## 生涯

### 生い立ち

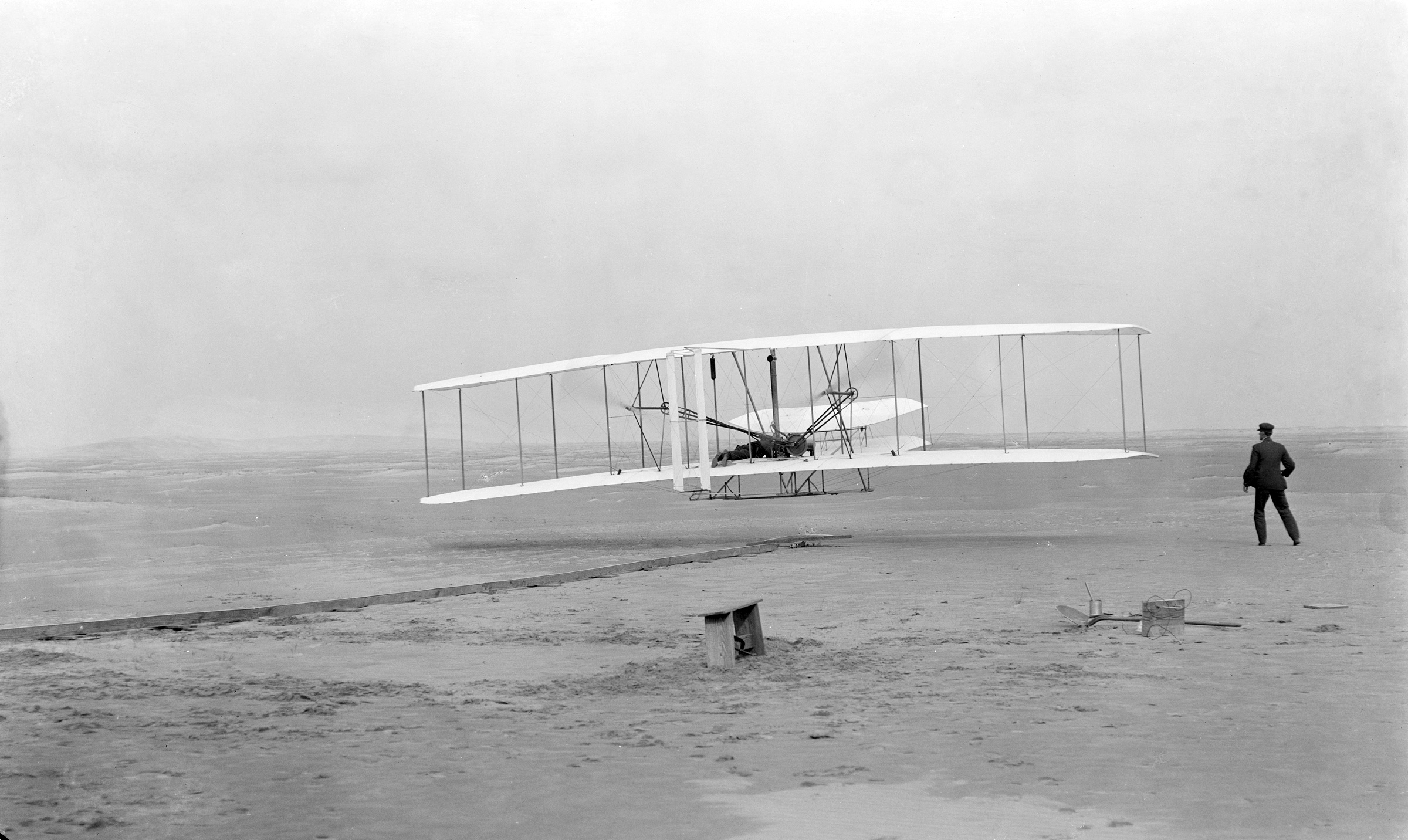
ライト兄弟のライトフライヤー号の初飛行　1903年

日露戦争終結間近の、1905年（明治38年）7月20日、長野県松本市北深志東ノ丁に警察署勤務の上條亀十郎の三男として誕生した。2年前にライト兄弟が動力飛行に成功している。1906年（明治39年）から、父亀十郎は浅野総一郎が経営していた茨城県真壁町の浅野石材部（浅野石材工業株式会社）勤務になった。その間1908年（明治41年）に母美登を亡くしている。1910年（明治43年）に父が東京の浅野邸で相談役兼警備員として働くことになり、芝の伊皿子の長屋、次いで三田札の辻の浅野邸前の大通りを隔てた品川寄りにあった、浅野所有の西洋館に住んだ。浅野邸の左手に紫雲閣があり、関係会社の客や東洋汽船の一等船客を招いて各種の宴会が盛大に催されていた。
勉が初めて飛行機が飛ぶのを見たのは、ライト兄弟の飛行から8年目の1911年（明治44年）の芝浦だった。「使われた飛行機はライト兄弟の作った飛行機と大差のない複葉機のものだったが、4-5メートルの高度に上って、50メートルも飛ばないうちに、田の中に落ちて、観衆は失望して帰った。」当時芝浦埋立地では奈良原三次一団の興行飛行が開催されていた。

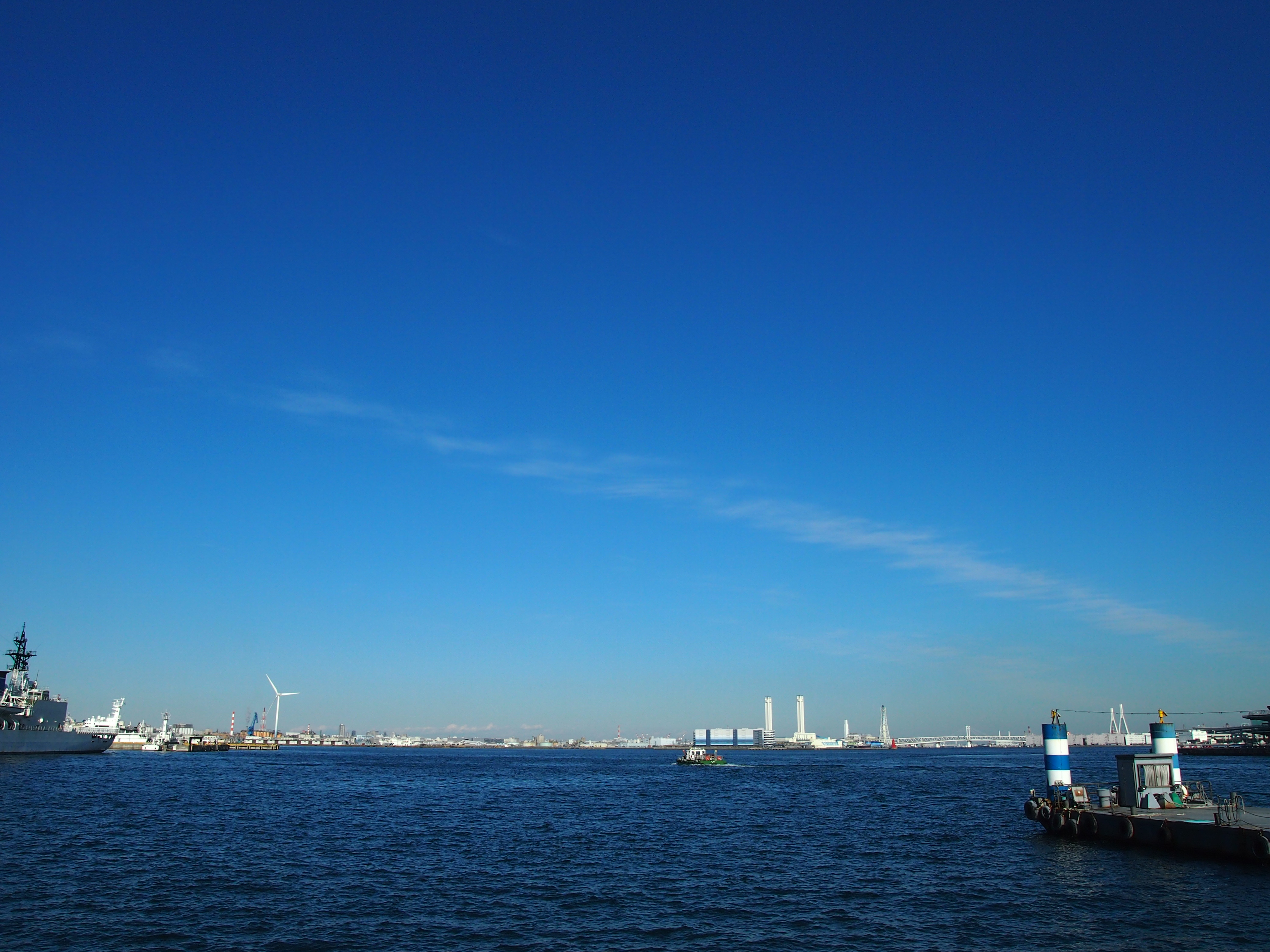
横浜港　2011年

1912年（明治45年）に聖坂小学校に入学した。7月30日に明治天皇が崩御し、9月13日に青山葬場殿で大葬が執り行われ、勉は父に伴なわれて帝国劇場前に敷かれた小石の上に座して、弔砲とともに皇居を出発した牛に引かれた轜車を拝した。大葬日からわずか13日目に父が亡くなった。父亡き後、一家離散となり姉や兄の所を転々とした後、父の姉の水崎はつ夫妻に預けられることになった。伯母夫妻は高島易断の総本家・高島嘉右衛門の屋敷があった、横浜市の高島山の裏手に住んでいた。高島山からは横浜港が一望のもとに見渡せた。伯母の長男は当時同志社大学経済学部教授をしていた水崎基一だった。隣に、第二横浜中学校（現・神奈川県立横浜翠嵐高等学校）や厚木高等女学校（現・神奈川県立厚木東高等学校）で歴史の教師をしていた高宮昇が住んでおり、長男で後に経営学者になり、東京帝国大学教授、産業能率大学学長を歴任した高宮晋とは幼友達だった。1918年（大正7年）に青木小学校を卒業した。
同年4月、同志社中学校に入学し、京都市下鴨にあった従兄の水崎の家から通った。当時5年生だった近藤賢二の長男・進一郎とは同室だった。厳格なキリスト教の学校で、毎朝7時にチャペルで聖書朗読、讃美歌合唱、説教、祈りが45分程行われ、8時から正規の授業が始まった。日曜日には水崎の家で子どものための日曜学校が開かれ、同志社大学経済学部在学中の大中寅二がタクトを振り讃美歌を合唱した。同志社紛争で、1919年（大正8年）3月に水崎一家が京都を去り、横浜の渡辺山（立町）に移住したため、勉はもとの高島山裏の伯母の家に戻った。学校を自分で探し、旧制荏原中学校（現・日体荏原高等学校）に1学期通い、2学期からは第二横浜中学校（現・神奈川県立横浜翠嵐高等学校）に転校した。
中学4年を終えた後、1923年（大正12年）に横浜高等工業学校（現・横浜国立大学理工学部）の機械工学科に進学した。大正デモクラシーの風潮の下、「名教自然」を唱え、無試験、無採点、無賞罰の三無主義の自由教育を実践した初代校長の鈴木達治（煙洲）は同志社出身で水崎の友人だった。勉はいつの間にか人を話の中に引き込んで魅了する鈴木校長の名演説を何度も聴く機会に恵まれた。1年目の夏休み中、9月1日に松本で兄と浅間温泉に入っていた時、関東大震災の揺れに遭遇した。7日に上京を許され、中央本線で新宿に着くと、一面の焼野原だった。新宿からは徒歩で横浜に向かい、灰燼に帰した市街地を目撃する。横浜高工も全焼して名古屋の学校との合併説も出たが、鈴木校長の意気と政治的手腕で、秋にはバラックで授業が再開した。2・3学年で機械工学の専門学科を選んだ。機械工学科の科長は東京高等工業学校（現・東京工業大学）からドレスデン工業大学及びマサチューセッツ工科大学（MIT）に留学した遠藤政直教授で、英文の書物を用いて講義やディスカッションをする教え方をした。

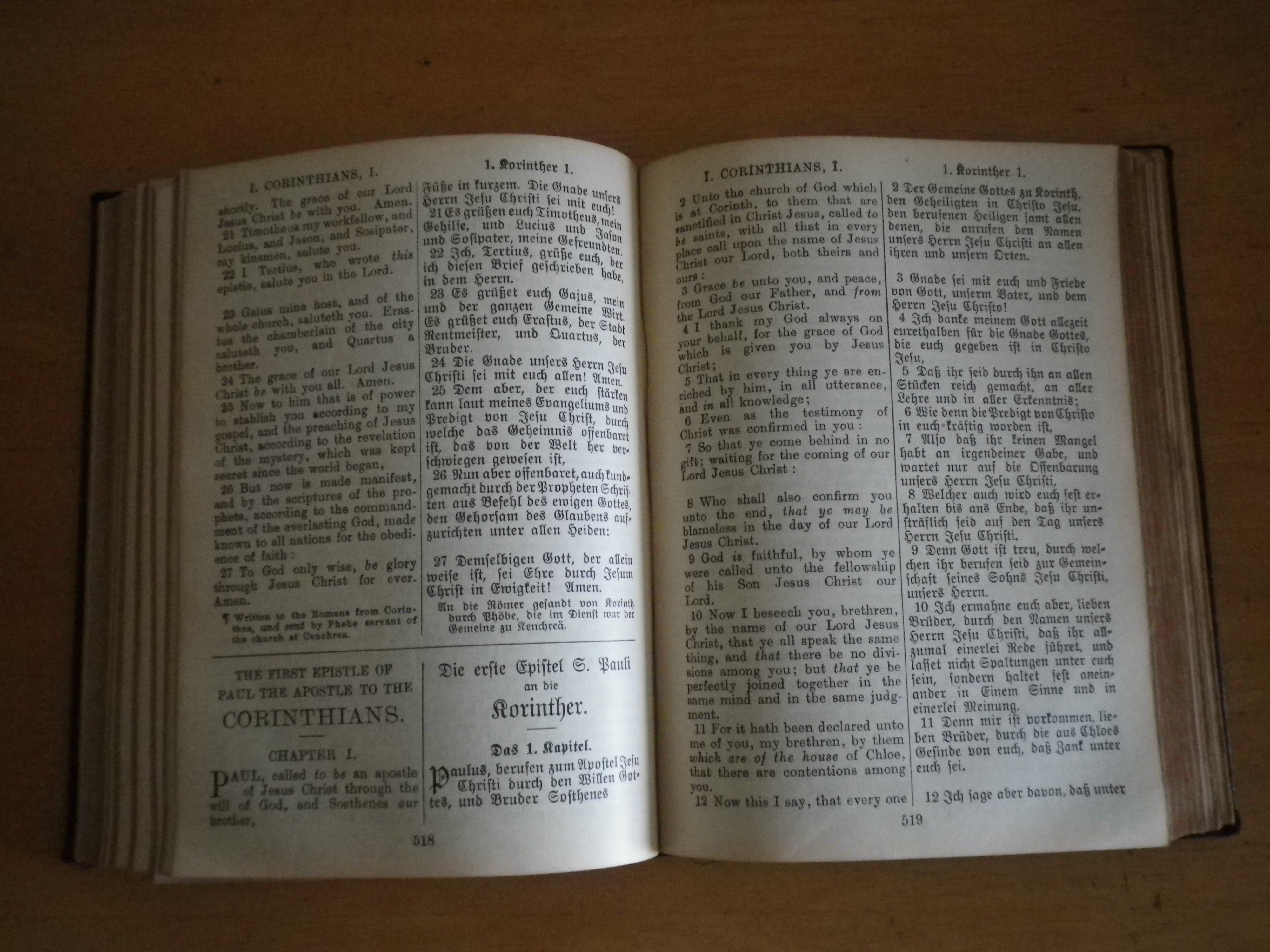
聖書（英・独語）1927年

1926年（大正15年）に横浜高工を卒業し、渡米して航空機の勉強をする準備のため、隣の神奈川県立商工実習学校機械科の教諭になり、夜は商工実習学校の夜間課程に当たる横浜市立横浜工業専修学校（現・横浜市立横浜総合高等学校）で講義をした。伯母が渡辺山（立町）の息子の水崎の家に移ったため、勉もそこから通った。在職中、夜に神田の語学学校に通い、英語とドイツ語を勉強した。日曜日には英会話を習うため、水崎の甥の三輪武久の手引きで指ヶ谷町の福音教会に属していたバイブル・クラスに通い、米国人宣教師ミス・モーク及びミス・ハツラーから聖書を中心とした話を聞き、ミス・ハツラーから洗礼を受けた。後に勉の紹介で、ミス・ハツラーは横浜高工で英文学の竹内秀雄教授が指導していたESS（英会話クラス）にバイブル・クラスを開いている。米国に帰国してからも、戦前、戦中、戦後を通じて、勉ら教え子たちを「my boy（私の坊や）」と呼んで、文通を続けた。

### 米国留学

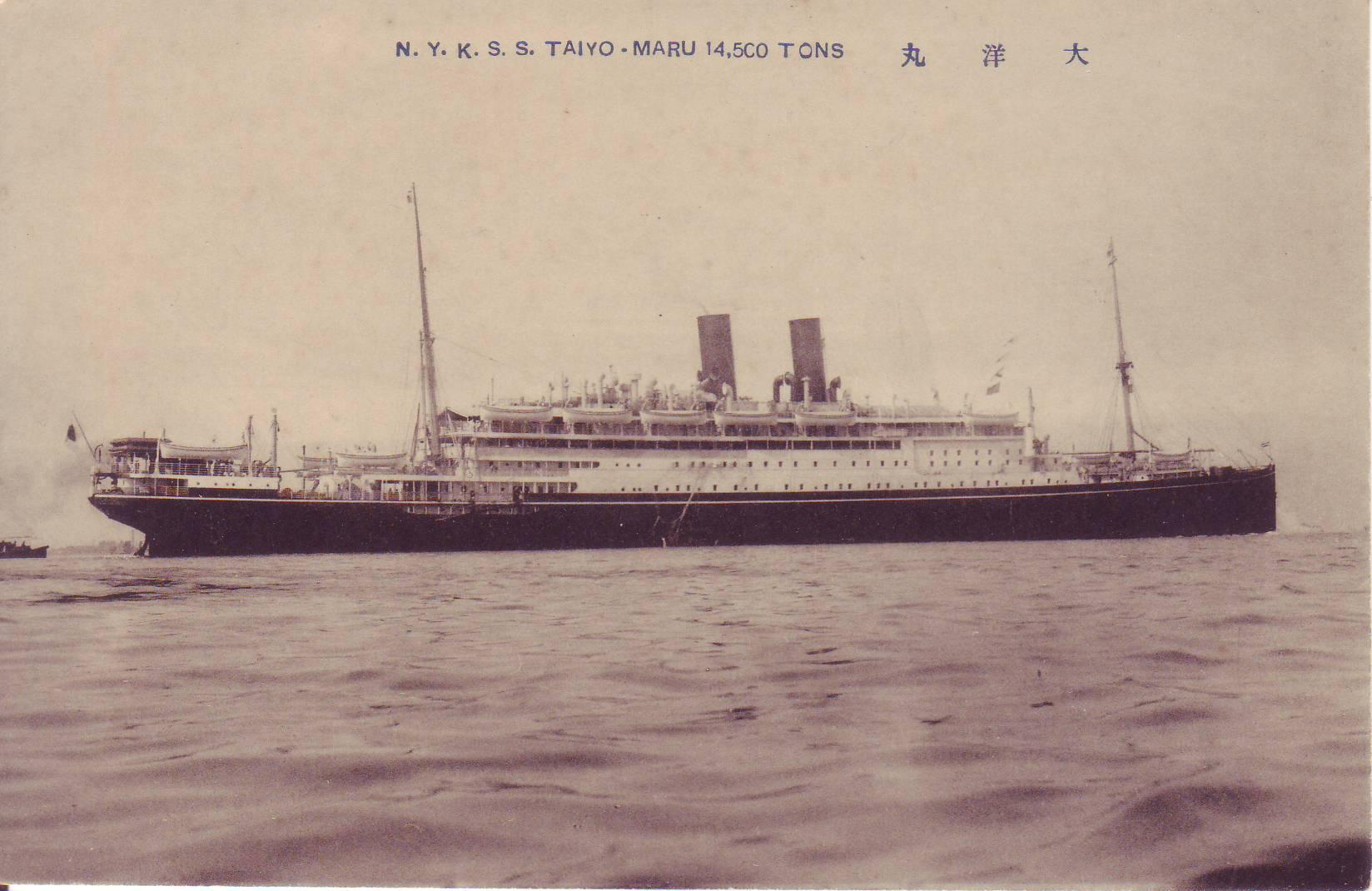
大洋丸

1929年（昭和4年）5月、航空工学を学ぶために、横浜港から日本郵船の大洋丸で米国に留学した。出立に先立ち、たくさんの船をあちこちに浮かべた、波静かな横浜港の晴れた上空をゆるやかに飛ぶ爽快な夢を見た。2週間の船旅でサンフランシスコに上陸後、大学入学前に中古のフォード・モデルTを30ドルで買い、マウンテンビューからサンノゼにかけての広大な果樹園地帯で、ユニオン神学校に入学予定の、後に日本生産性本部会長になった郷司浩平、薬学生の丸山とともに、アプリコット（杏）やペア（洋梨）をもぐアルバイトをした。サンフランシスコから大陸横断鉄道でシカゴへ行き、9月からイリノイ大学の機械工学科で熱力学、機構学、熱原動機の実験等を学んだ。イリノイ大学は航空学科がなかったため、1年間学んだ後、1930年（昭和5年）9月にミシガン大学に転校することにした。
入学前の8月にニューヨークでアルバイト中に虫垂炎になり、プリンストン大学の友人・岡田五作から、手術を受けた病院で見舞を受ける。ミシガン大学では航空力学、プロペラ理論、風洞実験、機体構造学、航空機及びプロペラの設計、理論空気力学を1ヶ年と夏季学校で学習した。航空学士の学位を得て卒業し、ニューヨーク大学のカレッジで、当時航空学会で有名だったクレーミン教授の許で学ぶため、1931年（昭和6年）の夏、ニューヨークに移った。宿舎は日本基督修道会で、日曜日には川俣牧師による礼拝が行われた。ここで7月に、コロンビア大学に入学予定の川西誠と出会った。川西とは親友となる。
同年9月、ニューヨーク大学に入学した。ところが9月18日に満州事変が始まり、日本が満州に出兵すると日本の円が暴落して授業料が納められなくなり、移民官に連行されて当時移民局があったエリス島に抑留されたが、寄宿及びアルバイト先のドクター・ペティンゲルの夫人がエリス島に駆けつけ、係官を詰問して上條を連れ戻してくれた。ニューヨーク大学ではクレーミン教授とタイヒマン教授に航空学科の教育を受けた。クレーミン教授から、発煙装置を用いての流線観測を風洞を使って行う研究のテーマを与えられたが、卒業論文は時間切れで完成せず、後に三菱重工に入社してから、薄板構造の補強材強度に及ぼす影響を計算した論文をまとめて提出して、航空機技術者の資格を得た。
1933年（昭和8年）2月にマサチューセッツ工科大学大学院の航空学科に入学し、幸運にも大学のドーミトリー（寄宿舎）に入ることができた。理論空気力学をスミス教授から、他に理論機体構造学、航空エンジン、機体計器等の講義を受けた。第一学期を終えた後、スミス教授から「飛行船メイコンの風洞模型を、NACA（アメリカ航空諮問委員会）が造って、風洞実験からバウンダリー・レーヤー（境界層）の厚さに計測し、その資料を用い、メイコンのバーチャルマスを算出する」というテーマを与えられ、論文はパスした。夏休み後に、ハーバード大学に入学した川西とボストン・シンフォニーホール近くのバタビア通りのアパートに移り住んだ。日曜日には、新島襄が同志社創立の基金を集めた教会として知られる、アムステルダム教会に通った。第二学期を終え、1934年（昭和9年）6月にMITで日本人初の航空学修士の学位を得た。7月から9月まで帰国の旅費稼ぎで働いた後、10月にニューヨーク港から貨物船の葛城丸に乗船し、パナマ運河を通りロサンゼルス経由で横浜港に上陸した。

### 航空機技術者

九六式艦上戦闘機

1934年（昭和9年）に米国留学から帰国すると、横浜高工の鈴木校長から航空学科を新設したいので学校に来るように勧められた。一方、遠藤政直教授は、中学時代から親しくしていた三菱重工常務の郷古潔に紹介してくれた。いずれを取るか非常に迷ったが、水崎に相談すると、「寄らば大樹の陰」で学校に行くよりも三菱重工を勧めたが、選択は本人次第と言った。翌1935年（昭和10年）2月、三菱重工業名古屋航空機製作所機体部設計課技師として採用された。課長は服部譲次で、上條の上に河野文彦、本庄季郎、加藤定彦、堀越二郎、由比直一、久保富夫らがいた。

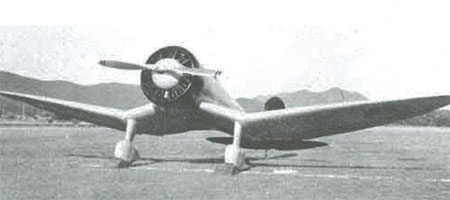
九試単座戦闘機

仕事は強度計算や性能計算に明け暮れ、荷圧試験を担当して、鉛弾を翼の裏側に積み、規定された弾力試験、破壊試験等を行った。設計に関連したものは、はじめは海軍機の九試単座戦闘機、十試艦上攻撃機等で、後に陸軍の九七式司令部偵察機、及びその試作第二号機で朝日新聞社が購入し欧亜連絡飛行で新記録を樹立した「神風号」等の強度計算を行った。当時流行した、薄板構造のワグナー・ビームが主翼に主として用いられた。計算機がない時代、スライド・ルール（計算尺）で朝から晩まで計算していた生活の中、1935年（昭和10年）12月に突然血痰が出て休養を要すると診断された。松本の姉の家で安静にした後、浅間温泉の蔦の湯に1ヶ月程滞在したが、寒い季節のため、1936年（昭和11年）、暖かい伊東で静養することにした。伊東滞在中、親友の川西が見舞いに訪れた時に、二・二六事件が起きた。5月に万座温泉に移り、8月まで逗留して、9月1日に名古屋に戻り、大江工場に出社した。

### ニューヨーク駐在

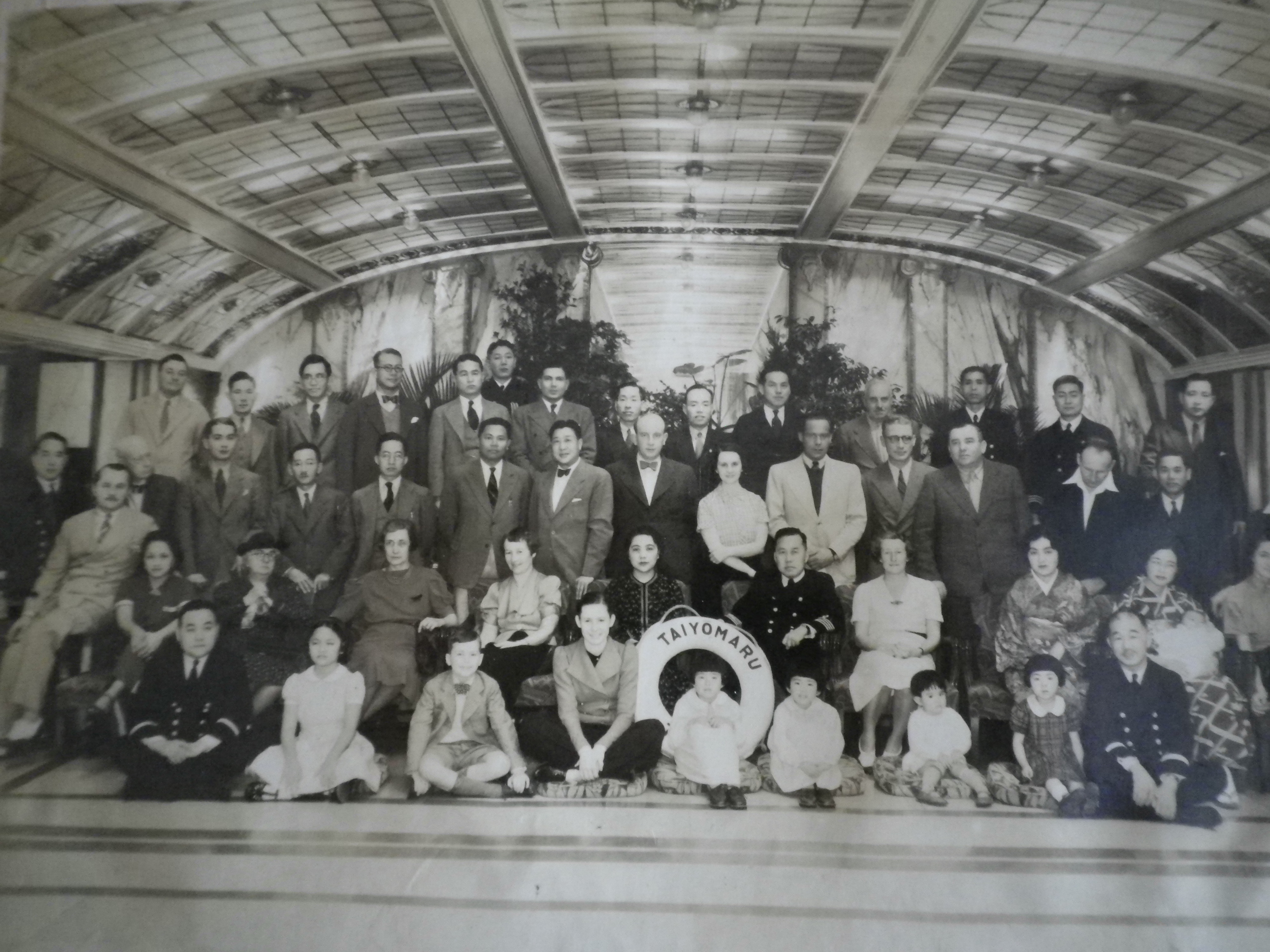
大洋丸　上條勉（最後列　左3番目）

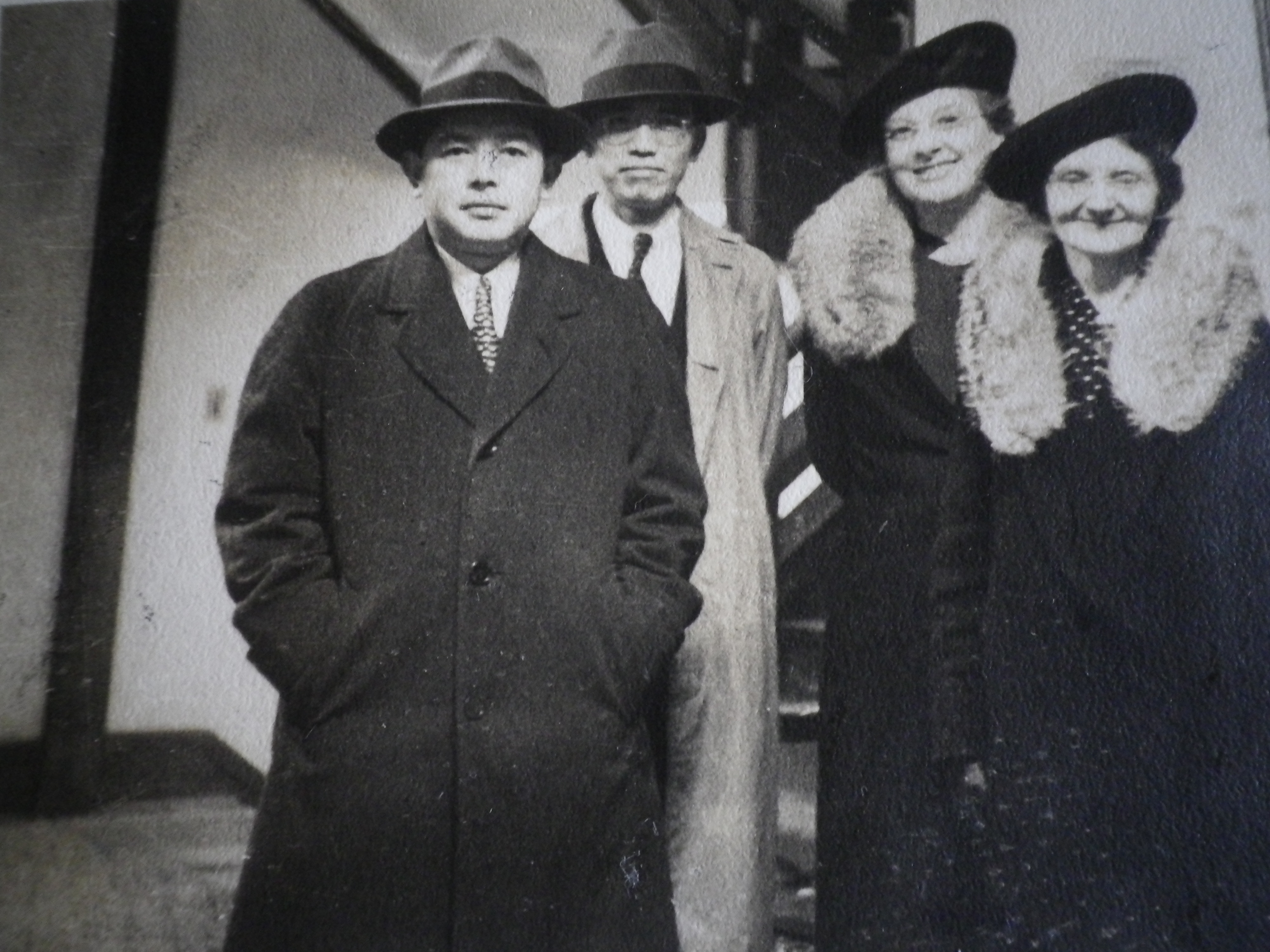
ハツラー先生（前列右）と再会　上條勉（後列左）

1938年（昭和13年）6月にニューヨーク駐在員として米国出張を命じられ、横浜港から大洋丸で出発した。駐在員の仕事は、航空機に関する新しい情報の収集、部品及び工作機械購入等について商事会社（三菱商事）へのアドバイス、調査のため渡米した人々に対する助言や助力、陸海軍事務所駐在員との交際、ライセンス関係にある米国航空関係会社との交際と情報の取得、そして工作機械工場の見学と情報の報告等が主な業務だった。二間続きの独立した事務所が与えられ、一室を旭硝子開発部長の山本英雄が使い、親しく交際した。ニューヨーク滞在中、修道会に出入りし川俣牧師をはじめ色々な人々と親しく交際し、教会の集まりにもできるだけ出席した。MIT留学時代に学資を援助してくれた、日本陶器（ブランド名はノリタケ・チャイナ）ニューヨーク販売店総支配人の中山武夫から頼まれて、「製紙王」と言われた藤原銀次郎に会い、米国の大学教育事情について聞かれた。日本の大学と違い、米国の大学では勉強に次ぐ勉強で苦闘しなくては卒業できない旨を伝えると、藤原は「米国は自由な国と聞いているので、大学もさぞゆったりして自由なものかと思っていたが、失望した」と言った。藤原は帰国して、1939年（昭和14年）5月、横浜市日吉に藤原工業大学（後の慶應義塾大学理工学部）を創設している。

エリス島

1939年（昭和14年）9月にドイツがポーランドに侵攻し、イギリスとフランスがドイツに宣戦布告して、次第に欧州の事情が複雑になり、陸海軍の事務所の人々も日本に引き上げて行き、情勢がただならぬようになって来た。1941年（昭和16年）、欧州から帰ったチャールズ・リンドバーグ大佐のマディソン・スクエア・ガーデンでの演説を聞いた。聴衆は会場に入りきれず、会場の外にあふれていた。演説でドイツの航空機の生産状況は米国とは比較にならず、今戦争をすれば敗戦は目に見えているので、戦争は始めない方がよいと力説した。この演説はワシントンに大反響を起こし、世論はリンドバーグは臆病ということになった。9月にルーズベルト大統領は大佐の陸軍航空隊の委任を解除し、大西洋単独無着陸横断飛行によって得た大佐の名誉は剥奪されてしまった。
新聞は毎日のように、ドイツのUボートの出没を告げ、それによる被害を報道するようになった。セバスキー社の社長は今後の戦争は船の時代は終わり、航空機であるという論説をニューヨーク・タイムズに掲げて、すっかり米国は戦争気分になっていた。駐在事務所にも差出人が不明な「ヒトラーは『我が闘争』の中で日本を人種的に蔑視していて、自国の利益しか考えていないので、日本はドイツとは組まないように努力すべき」との文面の手紙が舞い込んだ。この頃、米国は中部地区に自動車工場の協力を得て航空機の大工場を作り、わずか半年で戦闘機用航空機の生産を月産200機程度から年産12万5千機に増産する軌道に乗せた。上條の印象では、日本陸軍は海軍に比べ米国の潜在能力をよく見ていなかった。
1941年（昭和16年）12月8日、パール・ハーバー（真珠湾）が日本海軍航空部隊によって攻撃された報道を修道会のラジオで聞いた。フィオレロ・ラガーディア市長の指示で、日独伊の敵国人はマンハッタンから出られなくなった。ラジオで敵国人は持っているすべての写真機を指定された場所に納入せよという通達があり、写真機を持って指定場所に行くと、FBI（連邦捜査局）局員に連行されて取調べを受けた。駐在員事務所にあった書類一切がリストアップされていて、取り調べ後エリス島に送られることになった。日本の大会社の支店長をはじめ、出張員等のほとんどが収容されていた。ドイツ人は仲間に会うと「ハイル・ヒトラー」と唱和して、自分達は世界最優秀の国民だという気持ちにあふれていた。イタリア人は今更あわてても仕方がないという気持ちからか、ギャンブルに興じていた。
新聞、雑誌は自由に読め、新聞記事は軍艦の沈没数や艦船の名称まで、毎日の戦闘を載せて、戦況が日々読者に分かるようにしていた。零戦は華々しく報道され、活躍ぶりは正直に書かれていた。1942年（昭和17年）5月の終り頃から交換船の話が出たが、海軍軍人の取調べの結果、荷物の大部分が航空機関係の書物だったため、交換船には乗れないことになった。ところが米国側が乗員予定者を一人減らせば、日本側も一人減らさなければならないと野村吉三郎駐米特命全権大使がワシントンと交渉した結果、無事に第一次日米交換船に乗ることができた。

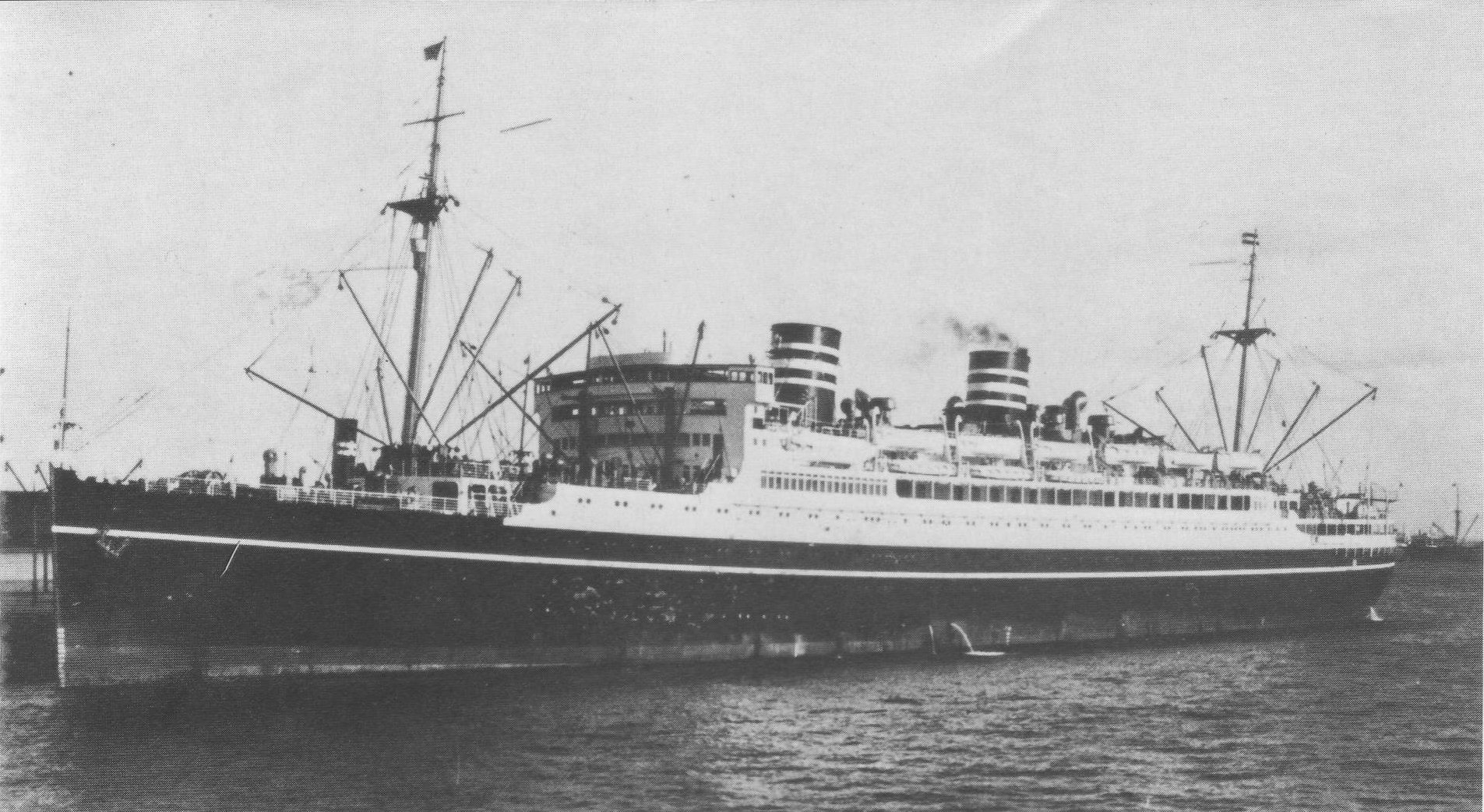
浅間丸

6月18日に中立国スウェーデンの客船グリップスホルム号でニューヨーク港を出帆し、7月2日にリオデジャネイロ着、7月22日にポルトガル領東アフリカ（現・モザンビーク）のロレンソ・マルケスに交換船の浅間丸とイタリア船コンテ・ヴェルデ号が入港し、26日に浅間丸に乗船した。グリップスホルム号ではデモクラティックだったが、浅間丸では一変して軍の支配下に船全体が置かれた重苦しい空気になった。野村大使、井口貞夫参事官及び大使館付の人が米国の航空機産業の実情を聞きたいということで、野村大使の部屋に招かれて、開戦後の米国の航空機生産に対する方針と現状を報告した。外交官は国際法上から持ち物を全部持ち帰ることができたので、フォーチューン等の雑誌を集めてもらい、記憶があいまいな所を明確にして、開戦後の動きを数日にわたり、駐在武官に対して説明した。ニューヨークを発ってから、62日間の長い航海を終えて8月20日に横浜港の岸壁に着いた。
1942年（昭和17年）9月に三菱重工業名古屋航空機製作所に戻った。所長は岡野保次郎、副所長は服部譲次、荘田泰蔵、吉田だった。陸、海軍の競合が露骨になり、陸軍関係と海軍関係の設計者を分離して1940年（昭和15年）に作られた設計部門組織は、2年後の9月に変更され、技術部長は河野文彦、技術部長付は大木喬之助、堀越二郎、本庄季郎、上條は技術部第二研究課長兼同課研究係長の役職になった。研究課には、第一及び第二研究課があり、第一研究課は空力研究課で、設計課で設計された航空機の模型を造って風洞実験を行い、第二研究課は設計の使用材料の強度の安全を確保するための材料試験が主な仕事で、材料の引張圧縮試験から、疲労試験、化学分析、光弾性試験等の様々な試験を行った。
米国から帰国後、三菱重工業本店の幹部、名古屋航空機製作所、陸海軍の将校をはじめ海軍の軍令部の次長以下大佐級軍人等、色々な方面から講演を求められた。警視庁の特高課にも呼ばれ、迷惑をかけることはしないから真実を話してほしいと言われた。米国の航空機生産では、工場による機種統一等、セクショナリズムを極力避けた国全体規模の大量生産を考え、設計も最も合理的な大量生産向きに改め、わずか半年のうちに年産12万5千機という生産を軌道に乗せたこと、また米国では日本及び日本語の研究を積極的に行っているのに対して、日本では英語を敵性語としてなるべく遠ざけるようにしている、米国は音楽を心の浮き立つような勇壮なものにしているが、日本の軍歌は悲しいものが多い、等々を各所で話した。
日本のラジオや新聞の報道は米国のように正確なものではなく、1942年（昭和17年）6月のミッドウェー海戦の大敗北を隠し、国民が安心したり、喜んだりするように作られていたので、会社内部でもかなり楽観的な意見を吐く人が多かった。留学中米国の実情を技術者の生きた目で見てきた上條には、日本の直面する戦争の無謀さが直視できず、折を見てはあらゆる方面に呼びかけ、まず速やかに戦線を縮小するとともに、一日も早く戦争を終結すべしと力説して廻ったが、耳を貸す者はほとんどいなかった。設計課の堀越二郎は上條から「アメリカ軍の飛行機の天文学的数字ともいえるほどの増産計画と零戦を打倒するためいくつもの新戦闘機の開発が着々とすすめられているようすだ」と聞いて、冷水を浴びせられるような思いをした。堀越も米国留学経験があり、米国の工業力と航空技術を知り抜いていたが、それまでは半信半疑ながら緒戦での戦勝気分に同調していた。
第二研究課の課員は10-20代の血気盛んな若者がほとんどで、上條が課員に始終言っていた「君たちがいくら働いても、どうせ日本は勝てないからほどほどにやれ」という言葉に対する反発がかなり強かった。造兵廠から委託された、機銃や小銃の弾丸を被甲の材料を白銅からアルミに置き換え、これに銅メッキを施す研究に情熱を傾けていた課員の一人は、上條の「人間を直接殺害するような武器の研究はほどほどにして、最終的には不可能との報告をだすように」という指示に、技術者の良心として承知できない、と反駁して互いに大声で怒鳴り合ったこともあった。上條が意欲を燃やした唯一のテーマは搭乗員の命を守る防弾タンクの研究だった。
1944年（昭和19年）5月に堀越二郎の紹介で、堀越の親友だった山室宗忠の夫人の親戚にあたる、島倉幸子と中山武夫夫妻の媒酌で結婚した。12月7日、名古屋地方に紀伊半島南東沖を震源とするマグニチュード7・9の東南海地震が起き、名古屋航空機製作所では航空機の組み立て治具や床が破壊され、生産が全く途絶えたところに、13日に米軍の戦略爆撃機B-29の爆撃を集中的に受けて、工場の機能は完全に止まった。この攻撃に対して、防空壕だけで防備態勢は何も取られていなかった。

### 松本疎開

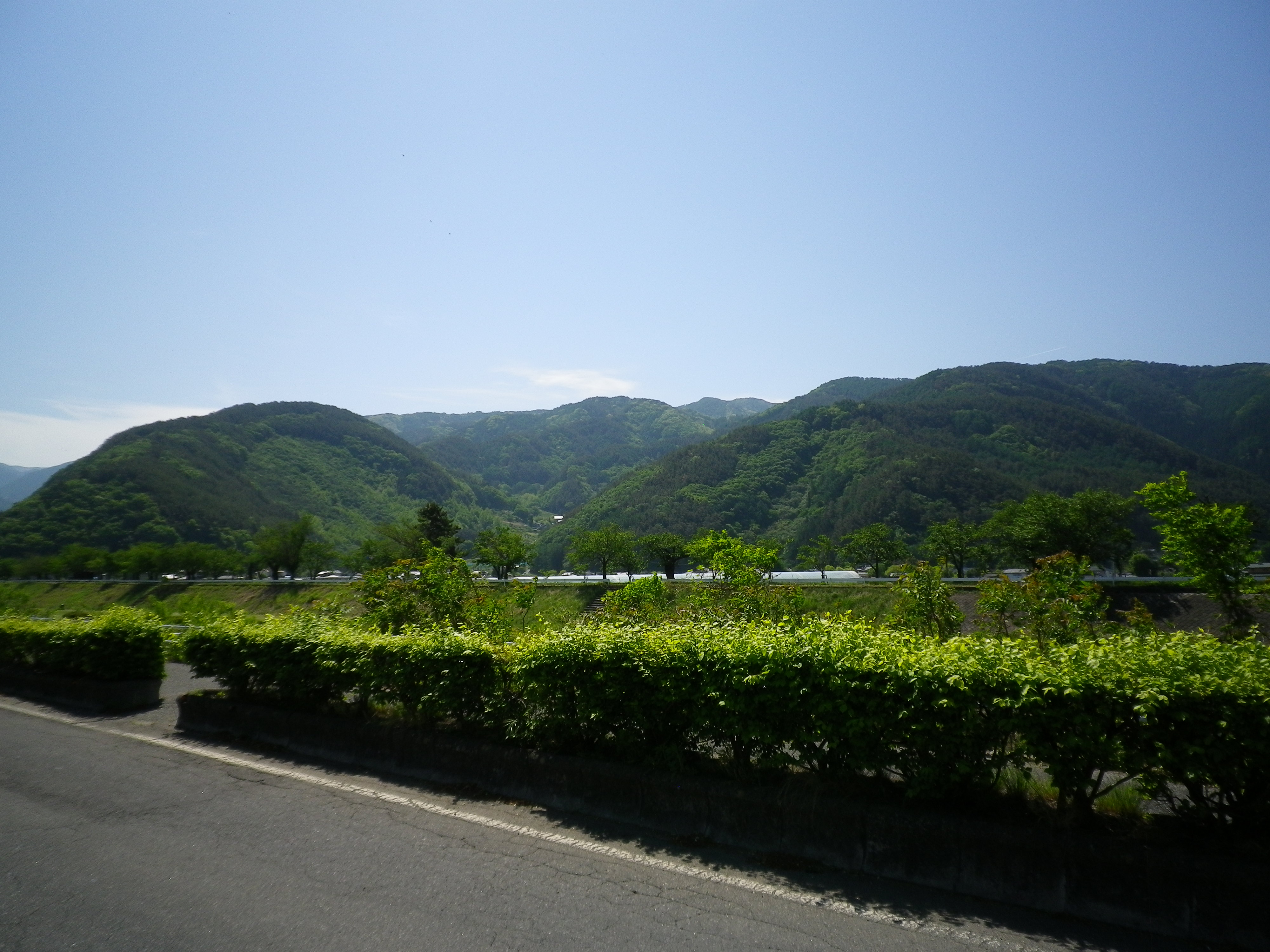
里山辺の林城山（左）と向山

1945年（昭和20年）にかけて、名古屋空襲が激しさを増し大江工場は使えなくなり、2月に技術部（設計・研究・試作部門）を分離独立させ三菱重工第一製作所（河野文彦所長）とし、松本市を中心に分散疎開することになった。日本蚕糸株式会社（元・片倉製糸紡績）松本工場・試験場、陸軍松本飛行場格納庫、松本工業学校（現・長野県松本工業高等学校）、松本第二中学校（現・長野県松本県ヶ丘高等学校）、松本高等学校 (旧制)など多くの学校校舎を転用することとした。3月2日には米軍のB-29による里山辺空襲があり、爆弾4発が投下されている。４月から航空機工場は空襲の恐れがある松本市域から中山と里山辺に再疎開することになった。陸軍航空本部の指示で、ロケット戦闘機秋水の試作、零戦の後継機烈風等の部品製作のために、里山辺（林城山、向山等）及び中山の地下・半地下軍事工場の工事が4月1日から熊谷組の請負で、陸軍、三菱重工業、県内外の労働者、松本市周辺の住民の勤労奉仕、技術系の大学・専門学校の学生の学徒勤労動員、朝鮮人、中国人（中国兵捕虜）等、延べ約7000人（里山辺地区）を動員して行われた。
上條が課長を務めた第一製作所技術部第二研究課は日之出町の日本蚕糸株式会社の松本工場を使ったが、生産に役立つ仕事はほとんどすることができなかった。大町市木崎に家を借りて大糸線で松本に通った。烈風は堀越二郎技術部次長のもとで曽根嘉年第二設計課長を中心に若手エンジニアの手で設計され、終戦までに試作機7機、量産機1機が製作された。曽根は東条輝雄第一兼第二組立工場長とともに島内小宮の民家を借り、松本第二中学校に毎日自転車で通った。8月15日に小学校の校庭で昭和天皇の終戦の詔勅（玉音放送）をラジオで聞いた。上條は終戦後引き続き松本に残り、9月に妻が虫垂炎から腹膜炎になり大町病院で手術を受け、長女を胃腸炎で亡くした。その後社員の住宅に割り当てられた、浅間温泉の温泉旅館の梅の湯、次いで滝の湯、仙気の湯に移った。11月から日本蚕糸本館の臨時航空機工場整理事務所松本出張所で、人員の整理と研究課の試験器具の処分等の終戦処理に当たった。12月にはワシントン・ドキュメント・センター（WDC）から進駐軍の4人の将校が自動小銃やピストルで完全武装した護衛兵を伴って出張所に来所して、山辺のブドウ園の倉庫に分散保管していた三菱航空機の技術資料を調査し、ソ連に関する参考資料を押収した。翌年も出張所では毎日残務処理や航空機の歴史編纂の仕事に追われた。

### 航空機産業の再建
敗戦と同時に航空機の研究、設計、製造が連合国軍最高司令官総司令部（GHQ）の命令で禁止され、工場設備、機械はすべて賠償の対象にされて、封鎖された。1945年（昭和20年）10月に東京本社航空機部が廃止され、名古屋航空機製作所では、占領軍による大小全ての風洞の破壊命令で、航空機の生産は完全に止まっていた。1946年（昭和21年）6月、東京本社渉外連絡室が設けられ、財閥解体への対策、賠償指定の解除、民生機器の生産再開等の戦後処理に当たることになり、上條は英会話の力量を買われて渉外連絡室に抜擢された。翌1947年（昭和22年）の6月には、岡野保次郎社長が渉外連絡室長事務取扱、中川岩太郎が渉外次長、上條が渉外課長となり、GHQとの折衝を行った。折衝は初期段階では賠償機械の解除が主で、通商産業省の役人が解除の申請が出ている工場に行き実情を調査し、GHQに申し出る形式をとっていた。通産省の役人やGHQの要人とともに、造船関係では三菱重工の広島造船所、下関造船所、長崎造船所、神戸造船所、航空機関係では、熊本工場、京都の2工場、名古屋工場を視察した。占領政策の第二段階では、GHQは各工場に自立ができるような仕事を発注することを計画していた。上條は三菱重工の自立を一日も早く実現させようと努力し、GHQの情報は細大もらさず、ほとんど毎日社長室に報告した。
1948年（昭和23年）、米軍用車の修理の問題が持ち上がり、GHQの兵器局長ニブロ少将の一行が三菱重工の東京、名古屋、京都、水島、広島の工場を視察することになり、専用列車で巡回し、駅からはジープに分乗して工場に直行した。視察後、三菱重工業の東京機器製作所と菱和機器製作所を米軍のジープや乗用車等の修理工場と決定した。戦時中戦車工場だった東京機器製作所では工場の徹底した清掃後、米軍によって派遣された技術者によって工場のレイアウトが行われ、修理ラインがエンジンとシャーシーとで区別して造られた。1949年（昭和24年）に、大江工場では半金属、半木製の民間バスとスクールバスが泊り込み作業で製造され、東京の渉外部から上條が出張して、米軍監督官へのアピールのため車の並べ方、整頓を指導した結果、上々及第した。東京勤務中、1947年（昭和22年）9月に長男が生まれたが、1950年（25年）1月から総務部長付として、軍用車修理の問題で名古屋に長期出張するようになり、3月に妻幸子を病気で亡くした。
東西冷戦が激化する中で、6月に朝鮮戦争が勃発し、ソ連の支援を受けた金日成率いる北朝鮮軍に苦戦し始めた米国は、沖縄及び本土の基地と、日本の工業力を必要としていた。渉外連絡室はニブロ少将と接触して、東京機器製作所に米軍のジープや貨物自動車等の修理作業を受注した。同年1月、財閥解体により旧三菱重工業は三社に分割され、9月に上條は中日本重工業名古屋製作所に転出し、10月に自動車修理次長になった。所長は服部譲次、副所長は生駒で修理部長を兼ねていた。大江の板金工場と組立工場の全域にわたって、米軍のジープの修理工場としてのレイアウトを行い、流れ作業で修理が行われるようにした。自動車修理の仕事が終わると、バスボディを3/4tトラックに装着する仕事がGHQから与えられ、こうした朝鮮特需で多くの従業員が生活に必要な給与を得る仕事に就くことができた。その頃大江工場では自家製品として、平和のシンボルにちなみ「シルバーピジョン」と命名されたスクーターを造るようになり、工場も活気づいてきた。

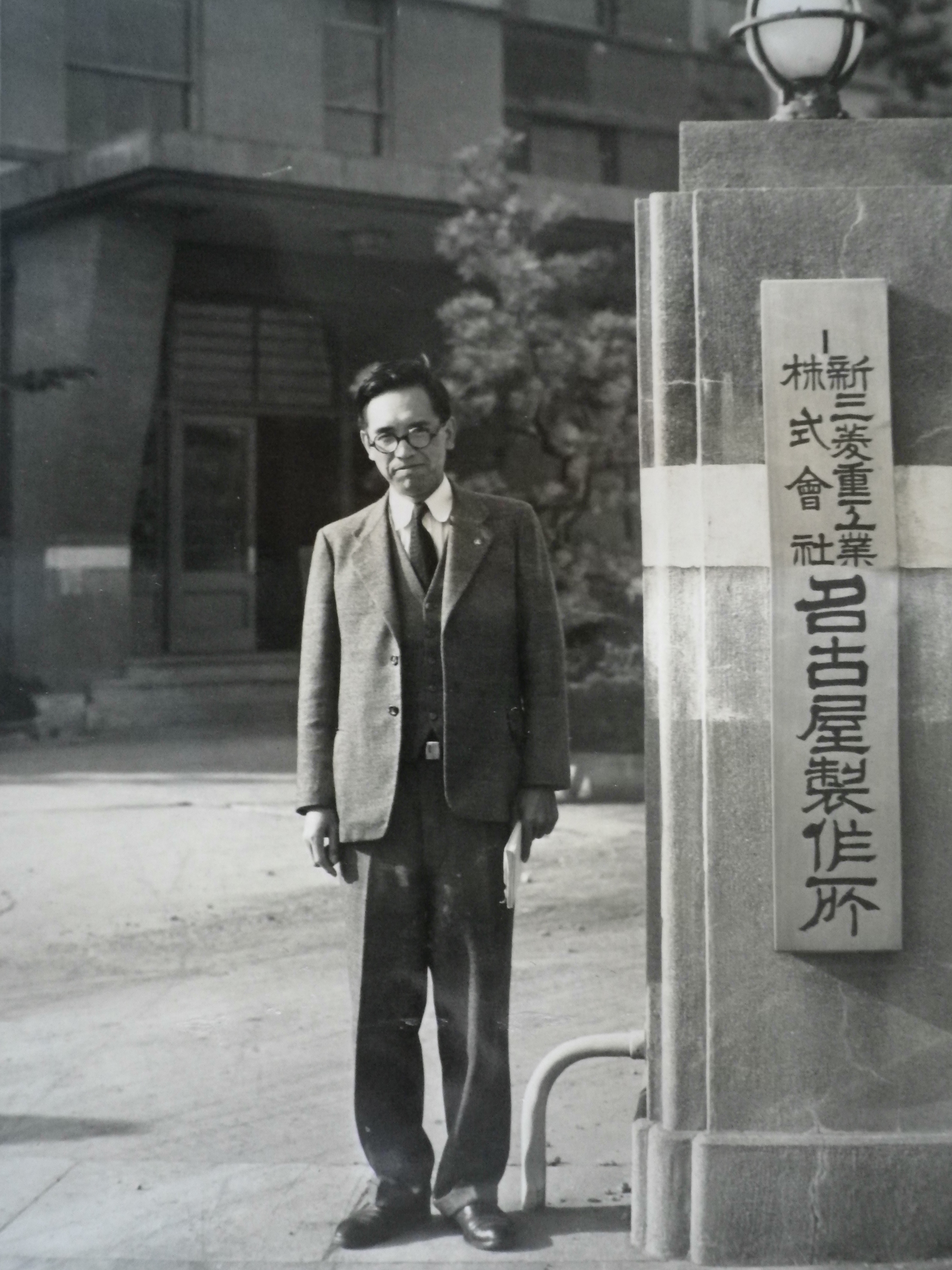
上條勉　1952年

1952年（昭和27年）4月にサンフランシスコ講和条約が発効し、航空機生産の再開が許可された。同時に発効した日米安全保障条約により、米軍は日本国内に駐留し続けることになった。8月に米軍から航空機の修理を持ちかけられ、名古屋飛行場に隣接した土地に小牧工場が建設されることになり、上條は臨時航空部工場建設部次長に任命され、12月18日に竣工式が行われた。その間、10月に社名を新三菱重工業名古屋製作所に変更している。翌1953年（昭和28年）3月に航空機部が新設され、「部長守屋学治、次長には、小山庄之助、久保富夫、上條勉、佐々木一夫以下幹部がそれぞれ任命されたが、これらの人たちはいずれも戦時中名古屋にあって、航空機の機体、発動機の試作研究、生産に従事した古兵者」だった。上條が初代小牧工場長になり、工場の立ち上がり促進、米軍監督官との接触、通勤の足の確保（定期バス）など、草創期における各種難問題を解決した。

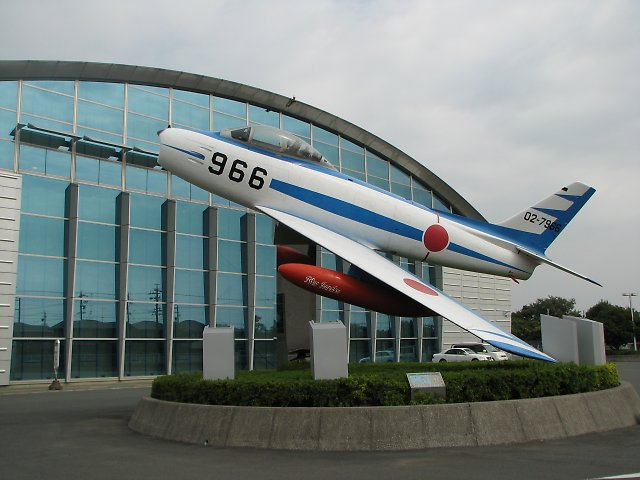
F-86F ブルーインパルス仕様機

同年6月、小牧工場に米国極東空軍から初の修理機体のC-46輸送機、B-26軽爆撃機が搬入された。1954年（昭和29年）2月にはT-33ジェット戦闘機及びF-86セイバーのIRANと称する機体オーバーホール作業が始まり、戦後日本初の民間航空機工場ができあがった。作業はすべて米軍監督官の命令に従わなければならなかったが、不合理な命令や無理な命令には上條は絶対に引き下がらず、時々監督官と衝突した。しかし安易な妥協をせず理路整然と反論し、それがかえって米側の信頼を得た。同年7月、航空自衛隊が発足し、1956年（昭和31年）9月に、ノースアメリカン社の品質管理の指導の下、ノックダウン生産のF-86F戦闘機の第一号機を防衛庁に納入した。小牧工場の見学者は引きも切らず、政治家は三木武夫、保利茂から、1958年（昭和33年）5月にイラン国王のモハンマド・レザー・パフラヴィーまで来所して、上條が工場を案内した。翌年1月には米国防次官マックワイヤーが小牧工場を視察している。

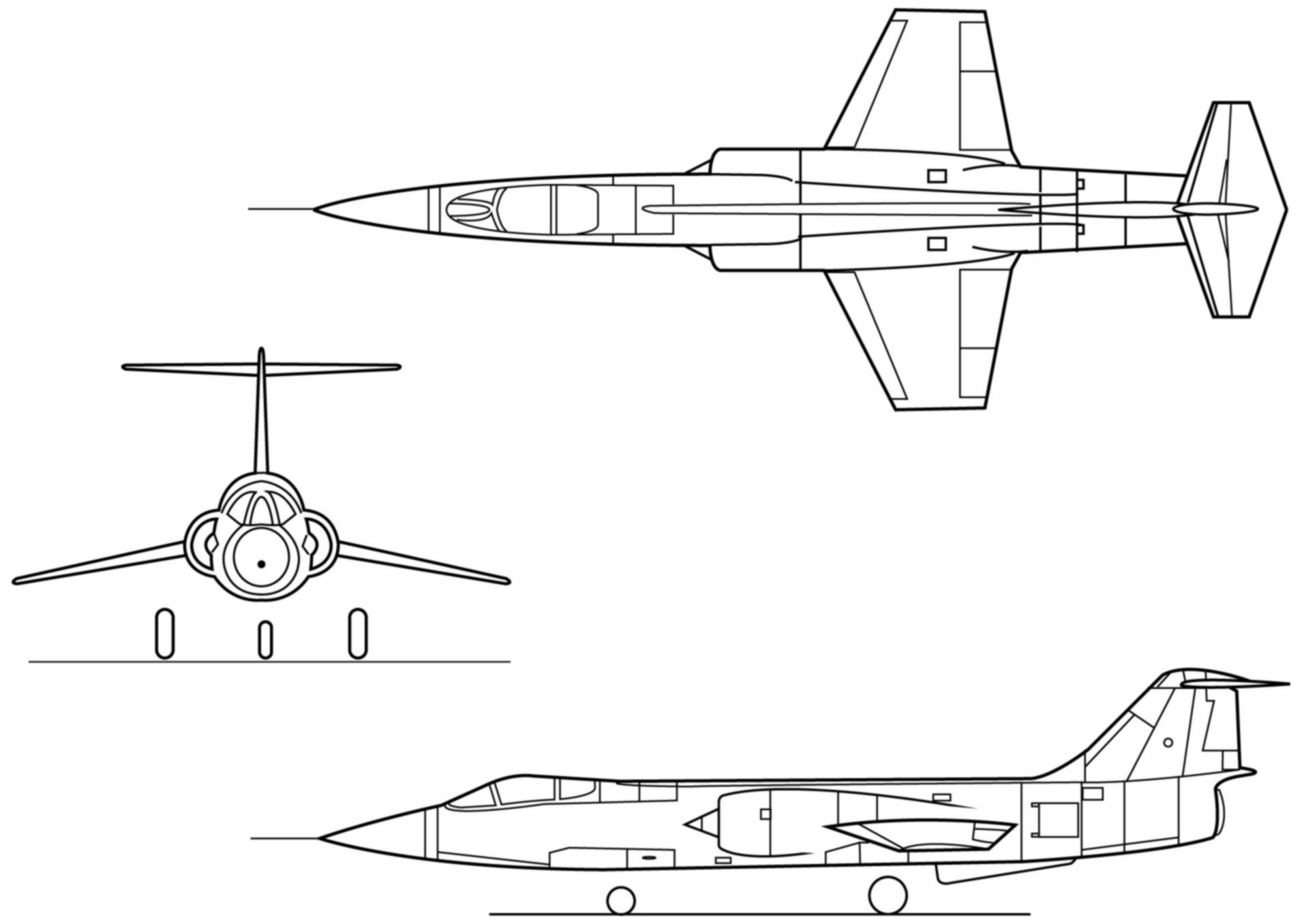
F-104

小牧工場長を7年務めた後、1959年（昭和34年）6月に大江工場に戻り、工作部部長になった。9月26日夕刻から夜半にかけて名古屋を伊勢湾台風が縦断、満潮時と重なって高潮が発生し、海に近い大江工場近辺の工員住宅で多数の犠牲者を出した。上條は久保富夫の運転するフォルクスワーゲン・タイプ1で、堤防決壊で海水の侵入した道路を強行突破して工場に向った。大江工場は海水に1メートル半位浸かり、工場内の航空機部品だけでなく工作機械も早急に分解洗浄の必要があり、工作部の部員が集まり直ちに必要な処置をした。1960年（昭和35年）には、防衛庁からロッキード社のF-104戦闘機の注文があり、工作部の技術者とともに技術調査のために8月から10月まで米国へ出張した。ロッキード社の工場に行く前に、月ロケット製造に繁忙を極め、盛んに発射実験を繰り返していたノースアメリカン社を見学した。ロッキード社では全工場を開放して、F-104の詳細な制作方法の指導を受けた。

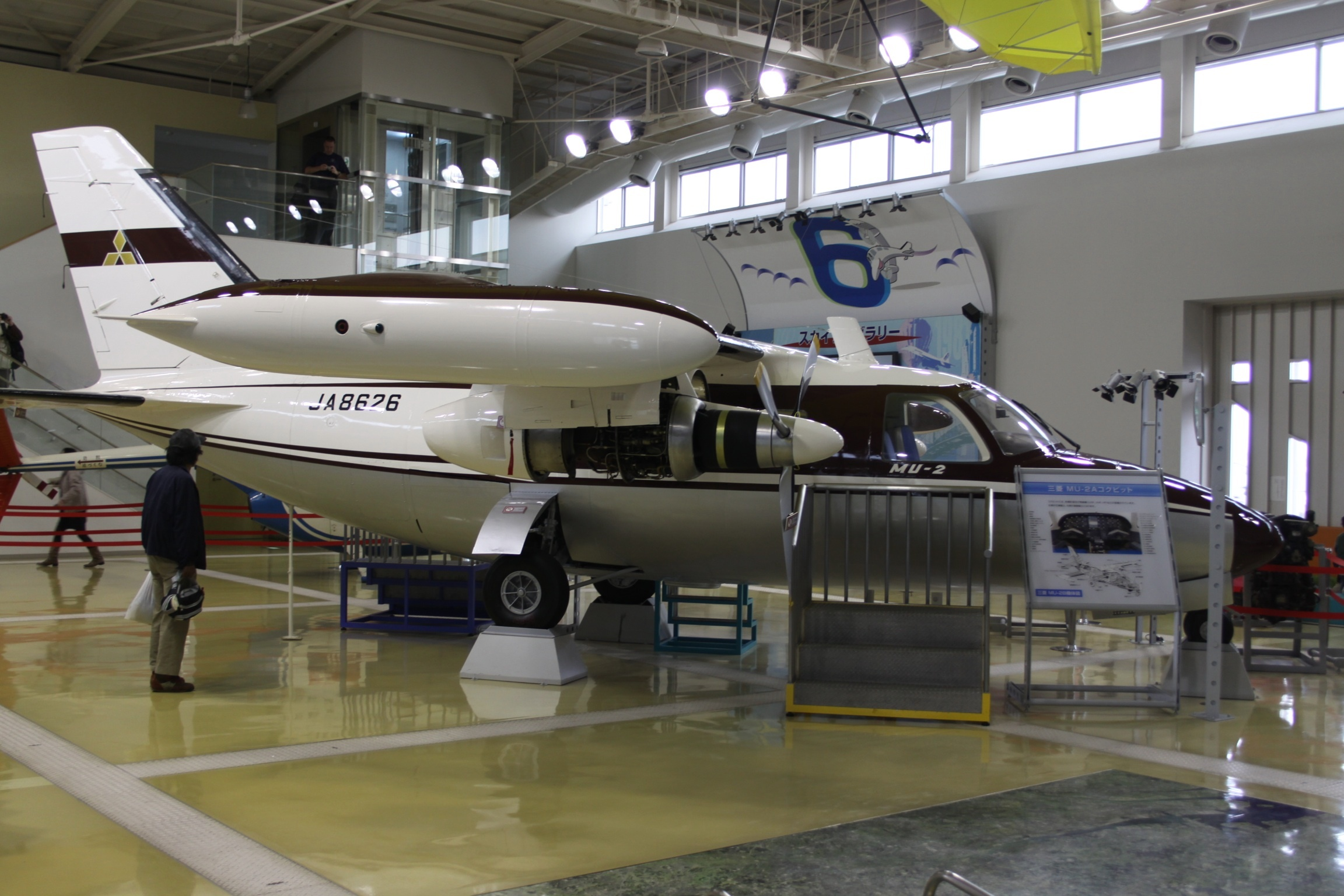
MU-2

1961年（昭和36年）6月に久保富夫が名古屋航空機製作所（名航）の二代目所長になり、上條は副所長になった。翌1962年（昭和37年）11月にF-104生産と国会の問題で再び渡米した。ロサンゼルスにあるロッキード社での交渉相手は、後にロッキード事件で有名になったJ.W.クラッターだった。ロサンゼルスの三菱商事の事務所では、東京から防衛庁と三菱重工本社の2mに及ぶ要望事項が毎夜テレックスで送られて来て、上條はロッキード側に東京からの要望事項を伝えて解決を迫った。テレックスの返事は上條が書き、三菱商事機械部の近藤健男が送信した。10ヶ月間のロサンゼルス滞在後、名古屋に帰った。1962年（昭和37年）8月、戦後初の国産旅客機・輸送機のYS-11が他の航空機メーカーと共同で製作された。翌1963年（昭和38年）9月には名航が開発・製造した国産航空機MU-2双発ターボプロップビジネス機の試作1号が初飛行している。1964年（昭和39年）9月に本社の機械事業部調査役を経て、同年11月から1972年（昭和47年）3月まで三菱ヨークの常務取締役を務めた。

### 大学講師

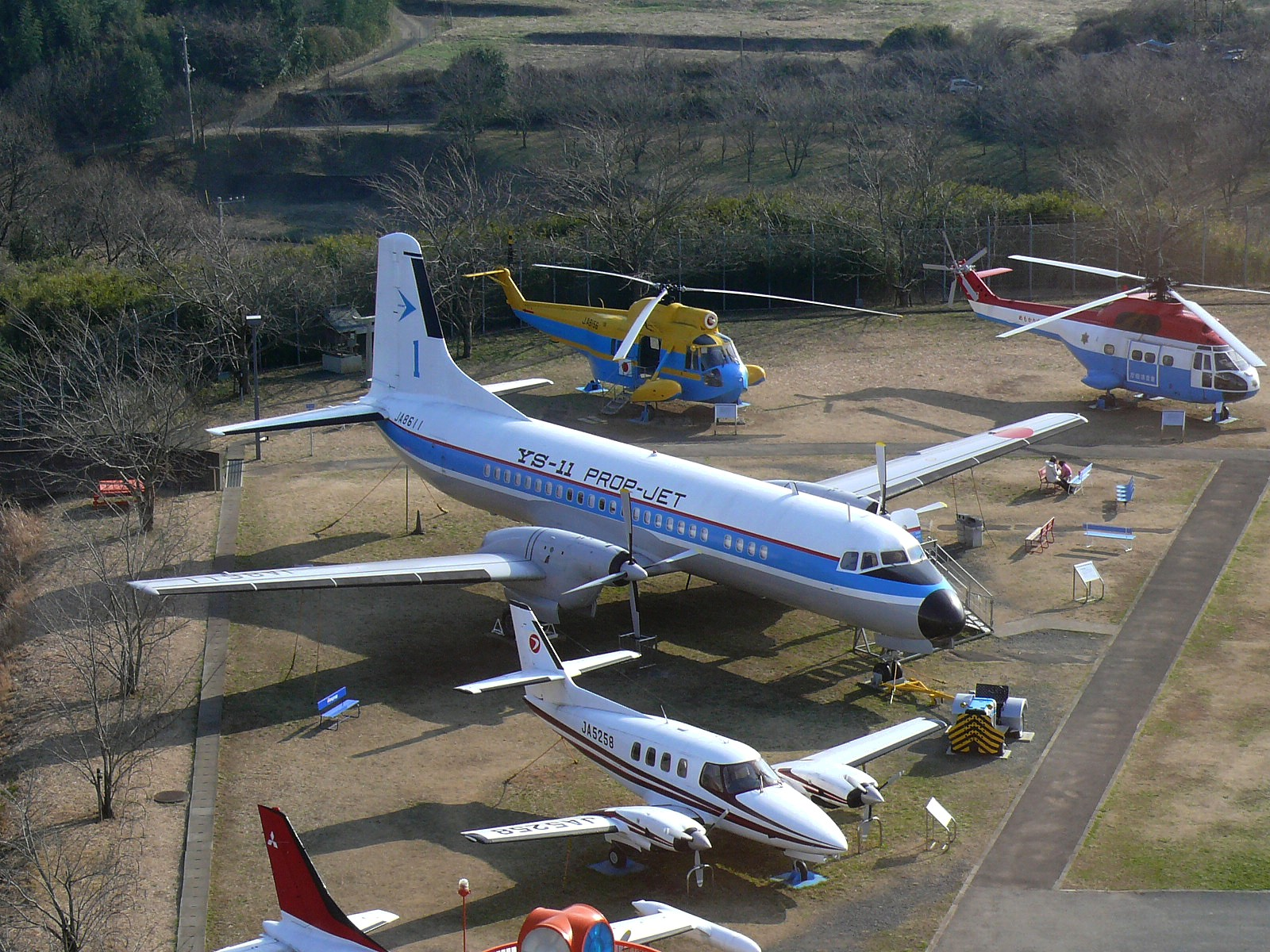
YS-11

三菱ヨークを退いてから、しばらくの間、顧問を務めたが、1972年（昭和47年）4月から1980年（昭和55年）3月までの8年間、日本大学法学部長をしていた親友の川西誠の勧めで、理工学部長の木村秀政を通し、理工学部航空学科の航空工学と宇宙工学の非常勤講師を引き受け、若い学生たちにボストン時代に学んだことと、日本で経験したことを伝えた。木村が基本構想に参加したYS-11を名古屋航空機製作所が共同制作したのは、上條が名航の副所長時代であり、互いに評判を聞き及んでいた。1972年（昭和47年）から2年間は堀越二郎も同じ任にあった。冬は逗子、夏は諏訪湖を眼下に望む上諏訪町の家に旧友たちを招いて、散策を楽しんだ。1983年（昭和58年）5月7日に東京六本木心臓血管研究所附属病院で心不全のため永眠した。墓は多磨霊園にある。

## 年譜
- 1905年（明治38年）- 長野県松本市北深志東ノ丁に誕生
- 1918年（大正7年）- 同志社中学校に入学
- 1919年（大正8年）- 第二横浜中学校（現・神奈川県立翠嵐高等学校）に転校
- 1923年（大正12年）- 横浜高等工業学校（現・横浜国立大学工学部）機械工学科に入学
- 1929年（昭和4年）- 9月、イリノイ大学機械工学科に入学
- 1930年（昭和5年）- 9月、ミシガン大学航空工学科に転校
- 1931年（昭和6年）- 9月、ニューヨーク大学のカレッジの航空工学科に入学
- 1934年（昭和9年）- 6月、MIT大学院航空学科卒業
- 1935年（昭和10年）- 2月、三菱重工名古屋航空機製作所機体部設計課技師
- 1938年（昭和13年）- 6月、米国出張
- 1942年（昭和17年）- 8月、交換船で帰国　　9月、技術部第二研究課長及び同課研究係長
- 1945年（昭和20年）- 2月、第一製作所技術部第二研究課長、4月、三菱重工第一製作所が松本市へ疎開　　11月、臨時航空機工場整理事務所松本出張所
- 1946年（昭和21年）- 6月、三菱重工本社渉外連絡室
- 1947年（昭和22年）- 6月、渉外部渉外課長
- 1950年（昭和25年）- 1月、総務部長付　　10月、中日本重工業名古屋製作所自動車修理部次長
- 1953年（昭和28年）- 3月、新三菱重工業航空機部次長、初代小牧工場長
- 1959年（昭和34年）- 6月、工作部長
- 1960年（昭和35年）- 8〜10月、米国出張
- 1961年（昭和36年）- 6月、名古屋航空機製作所副所長
- 1962年（昭和37年）- 11月から10ヶ月間、ロサンゼルス出張
- 1964年（昭和39年）- 9月、本社機械事業部調査役　　11月、三菱ヨーク常務取締役（〜1972年3月）
- 1972年（昭和47年）- 4月、日本大学理工学部航空学科非常勤講師（〜1980年3月）
- 1983年（昭和58年）- 5月7日　永眠

## 著作
『大空への道』、評論社、1984年